# Munhango
Munhango este un oraș în Angola.

## Personalități
- Jonas Savimbi, militar angolez